# Intercosmos 17
Intercosmos 17 fue el nombre de un satélite artificial soviético construido con el bus AUOS y lanzado bajo el programa Intercosmos de cooperación internacional el 24 de septiembre de 1977 desde el cosmódromo de Plesetsk mediante un cohete Kosmos 3. Reentró en la atmósfera el 8 de noviembre de 1979.

## Objetivos
La misión de Intercosmos 17 consistía en estudiar las partículas cargadas y neutras y los flujos de micrometeoritos en el espacio cercano a la Tierra..